# ニコチンデヒドロゲナーゼ
ニコチンデヒドロゲナーゼ(nicotine dehydrogenase)は、ニコチン酸、ニコチンアミド代謝酵素の一つで、次の化学反応を触媒する酸化還元酵素である。
(R,S)-ニコチン + 受容体 + H2O {\displaystyle \rightleftharpoons } (R,S)-6-ヒドロキシニコチン + 還元型受容体
反応式の通り、この酵素の基質は(R,S)-ニコチンと受容体とH2O、生成物は(R,S)-ヒドロキシニコチンと還元型受容体である。
組織名はnicotine:acceptor 6-oxidoreductase (hydroxylating)で、別名にnicotine oxidase、D-nicotine oxidase、nicotine:(acceptor) 6-oxidoreductase (hydroxylating)、L-nicotine oxidaseがある。